# Сесіль померла
«Сесіль померла» — радянський телевізійний фільм-спектакль В'ячеслава Бровкіна, поставлений в 1970 році на Центральному телебаченні (Головна редакція літературно-драматичних програм) за романом Жоржа Сіменона «Смерть Сесілі» (1942).

## Сюжет
Сесіль Маршан несподівано виявляє, що квартиру, де вона живе разом із хворою тіткою, відвідує хтось чужий. Поліцейські, яким було доручено вести спостереження за цією квартирою, нічого підозрілого не помітили. Однак незабаром Сесіль і її родичку знаходять убитими…

## У ролях
- Борис Тенін —  комісар Мегре
- Борис Іванов —  Дандюран
- Едда Урусова — консьєржка
- Всеволод Платов — епізод
- Сергій Жирнов — епізод
- Наталія Ніконова — епізод

## Знімальна група
- Режисер — В'ячеслав Бровкін
- Художник — Лариса Мурашко